# 채정호
채정호(1961년 11월 14일 ~ )는 대한민국의 정신건강의학과 의사이다.

## 학력 및 경력
- 가톨릭대학교 의학과 학사
- 가톨릭대학교 강남성모병원 인턴
- 가톨릭대학교 의과대학 정신과학교실 부교수
- 가톨릭대학교 대학원 의학 박사
- 가톨릭대학교 의과대학 정신과학교실 교수
- 가톨릭대학교 서울성모병원 정신건강의학과 의사